# توريانو جونسون
توريانو جونسون (بالإنجليزية: Tureano Johnson)‏ (مواليد 12 فبراير 1984) هو ملاكم باهاماسي، مثّل بلاده في الألعاب الأولمبية الصيفية 2008.

## روابط خارجية
توريانو جونسون على موقع بوكس ريك (الإنجليزية) (registration required)
- توريانو جونسون على موقع أوليمبيديا (الإنجليزية)